# Théophile Kouamouo
Théophile Kouamouo, né le 21 juin 1977 à Charleville-Mézières, est un journaliste, blogueur et essayiste français, d'origine camerounaise. Il fut correspondant du Monde en Côte d'Ivoire. Il est auteur de plusieurs livres sur l'Afrique subsaharienne.

## Biographie

### Enfance et débuts
Théophile Kouamouo, deuxième d'une famille de quatre enfants, est né à Charleville-Mézières d'un père diplômé en pharmacie et homme politique local au Cameroun. Quand il a 3 ans sa famille s’installe à Yaoundé, au Cameroun et plus tard à Bangangté.
Titulaire d'une licence pluridisciplinaire de lettres et sciences humaines de l'université Nancy-II en juin 1997, il obtient un diplôme de l'École supérieure de journalisme de Lille en mai 1999.

### Carrière
Théophile Kouamouo commence sa carrière comme secrétaire de rédaction à l'édition locale du Dauphiné libéré à Valence en juillet 1998. C'est comme reporter à Paris pour L'Autre Afrique qu'il commencera à écrire des articles sur l'actualité en Afrique de l'Ouest et à s'y rendre pour des reportages et enquêtes de terrain.
C'est sur cette région qu'il continuera d'écrire pour L'État du monde, L'Humanité et Le Point, comme reporter indépendant ou freelance.
De janvier 2001 à octobre 2002, il devient correspondant du journal Le Monde en Afrique de l'Ouest.
Grand reporter à Fraternité Matin, il deviendra rédacteur en chef au Temps avant de co-lancer Le Courier d'Abidjan. Il exercera dans différentes missions comme consultant, formateur, associé gérant avant de se réinstaller en France, où il collabore à plusieurs titres, dont L'Humanité Dimanche. De janvier 2016 à juillet 2017, il est responsable de la rédaction à Africa 24 Magazine. Depuis janvier 2018, il est un des journalistes de la webtv Le Média. Il en est le rédacteur en chef depuis 2020.

## Journalisme engagé
Réputé engagé et considéré par certains analystes comme proche des vues de l'ancien président Laurent Gbagbo,, Théophile Kouamouo a interrompu en 2003 sa collaboration avec Le Monde sur un désaccord éditorial,.
Avec le Nouveau courrier, il publie des informations issues d’un rapport fait à Laurent Gbagbo et qu'il baptise Le Livre noir de la filière cacao-café. Inculpé pour « vol de documents » parce qu'il refuse de livrer ses sources d'information, il est relaxé  par le tribunal correctionnel d'Abidjan avec deux compères, Stéphane Guédé et Saint Claver Oula, après deux semaines de détention
Le 12 novembre 2015, il publie sur SoundCloud un enregistrement audio de deux voix attribuées à Djibrill Bassolé et Guillaume Soro. Les voix parlent et organisent le coup d'état de Gilbert Diendéré le 17 septembre 2015 à Ouagadougou. En février 2016, une expertise réalisée par Norbert Pheulpin, membre du collège national des experts judiciaires en acoustique, et commandée par un avocat français, William Bourdon, vient corroborer la thèse du montage. On peut lire dans les conclusions de l'analyse rédigée par l'expert que « la pièce audio concernée ne peut être présentée comme étant l'enregistrement intègre d'une interception téléphonique classique (...) l'hypothèse d'une intervention de type montage peut être objectivement retenue ». Désigné par la justice militaire burkinabé en septembre 2016, l'expert allemand William Künzel a quant à lui conclu que « les analyses acoustiques et linguistiques appliquées à la conversation “3. Soro to Bassole as at 22h11” [nom du fichier audio] dans la version mise à notre disposition par le tribunal n’ont produit ni indice ni trace d’un trucage/montage », créditant la thèse d'un échange authentique.

## Entreprises
Pour la presse écrite et le web, Théophile Kouamouo a effectué des projets avec quelques échecs et des succès. Il s’interroge sur la question du modèle économique qui pourrait sauver la presse africaine.

## Écrits
- (sous la direction de Théophile Kouamouo), Tout sur un rapport de l'ONU qui dérange, Le Courrier d'Abidjan, 2005)
- La France que je combats : itinéraire intellectuel et personnel, Éditions L'Harmattan, 2006
- La recolonisation de l'Afrique : le cas de la Côte d'Ivoire, Le Courrier d'Abidjan, 2007
- J'accuse Ouattara, Éditions Le Gri-Gri, 2012
- J'accuse Ouattara 2, Éditions Materia Scritta, 2015

## Distinctions
- Lauréat du prix Charles-Gide du meilleur reportage en économie sociale (ouvert aux élèves de toutes les écoles de journalisme de France)